# Liste des abbayes et monastères du diocèse de Reims
Le diocèse de Reims-Ardennes a accueilli en ville ou dans les forêts ardennaises, de nombreux monastères, couvents et abbayes au cours des siècles. Tous les courants spirituels y sont représentés. De grands noms du monachisme ont écrit dans ces abbayes, des textes qui ont alimenté la foi chrétienne. Certains des bâtiments et quelques collections (manuscrits…) ont été épargnés par le vandalisme lors de la Révolution française. Des communautés perpétuent le monachisme dans certaines abbayes du Diocèse. D'autres sont aujourd'hui des musées, des maisons de retraites…

## Les abbayes bénédictines
- abbaye Saint-Thierry, (Marne) ;
- Abbaye Saint-Pierre d'Avenay-Val-d'Or (Marne) ;
- Abbaye Saint-Remi, (Reims, Marne) ;
- Abbaye Saint-Nicaise (Reims, Marne), détruite ;
- Abbaye Saint-Pierre-les-Dames, (Reims, Marne), détruite ;
- Abbaye Saint-Pierre d'Hautvillers, (Hautvillers, Marne) ;
- Abbaye Saint-Pierre d'Orbais, (Orbais-l'Abbaye, Marne) ;
- Abbaye Notre Dame, (Mouzon, Ardennes) ;
- Abbaye de Novy, (Ardennes) ;

Ces deux abbayes ardennaises sont réformées par la Congrégation de Saint-Vanne et Saint-Hydulphe.

## Les abbayes cisterciennes
Les moines de l'ordre cistercien ont pu développer dans les Ardennes, leur génie hydraulique.
- Abbaye Notre-Dame d'Igny, (Arcis-le-Ponsart, Marne)
- Abbaye de Bonnefontaine, (Ardennes)
- Abbaye Notre-Dame de Signy, (Ardennes) où se retira Guillaume de Saint-Thierry
- Abbaye de Chéry, (Ardennes)
- Abbaye d'Élan, (Élan, Ardennes)
- Abbaye de La Valroy, (Saint-Quentin-le-Petit, Ardennes)
- Abbaye des Rosiers, devenu le Château des Rosiers, (Séchault, Ardennes)

## LesPrémontrés
- Abbaye de Belval au Bois-des-Dames, (Belval-Bois-des-Dames, Ardennes)
- Abbaye Notre-Dame de Sept-Fontaines, (Fagnon, Ardennes)
- Abbaye de Laval Dieu, (Monthermé, Ardennes)
- Abbaye Notre-Dame, Saint-Berthauld et Saint-Arnaud de Chaumont-la Piscine, (Chaumont-Porcien, Ardennes)
- Abbaye des Mares à Lametz ; déplacée, au début du XIIIe siècle (1218-1235), à Longwé-l'Abbaye.
- Abbaye Sainte-Marie-Madeleine de Longwé, (Longwé-l'Abbaye, commune de Montgon, Ardennes)

## Leschartreux
- Chartreuse du Mont-Dieu, 1134-1791, (Le Mont-Dieu, Ardennes)

## L'ordre des frères mineurs
Ils suivent la spiritualité franciscaine
- Monastère Sainte Claire, clarisses, (Reims-Cormontreuil, Marne). Le couvent de clarisses de Reims, fondé en 1220, serait le premier de l'ordre en France.
- Les capucins à Sedan, à Charleville, à Mouzon Ardennes

## LesMinimes
- Rethel, Ardennes ;
- Couvent des Minimes de Reims.

## LesAugustins
- Abbaye Notre-Dame de Landèves, (Landèves, commune de Ballay, Ardennes).
- Abbaye de Châtrices, fondée en 1103 reformée par la Congrégation de Saint-Vanne et Saint-Hydulphe au XVIIIe siècle.
- Abbaye Saint-Denis de Reims, (Reims, Marne) devenu le Musée des beaux-arts de Reims.
- Abbaye Saint-Étienne-les-Dames, (Reims, Marne).

## Les Franciscains
- Couvent des Cordeliers (Reims, Marne), détruit. Reste le square éponyme où l'on retrouve quelques vestiges.

## Les Dominicains
- Couvent des Jacobins (Reims, Marne), détruit. le square éponyme conserve quelques vestiges.

## Autres
- Carmel La Fontaine Olive (Aubigny-les-Pothées, Ardennes)
- Chanoinesses du Saint-Sépulcre, à Charleville, Ardennes
- Les Annonciades célestes de l'Ordre de l'Annonciade, à Mézières, Ardennes